# GROOVE GLOBE
『GROOVE GLOBE』（グルーヴ グローブ）は、T-SQUAREの30枚目のアルバム。 
2004年4月21日にリリース。 

## 解説
スクェア30枚目のオリジナルアルバム。
歴代メンバー、河合誠一マイケルがプロデューサーで参加。
マイケルは以後長きにアルバムプロデュースを担当。
サポートメンバー河野啓三作曲楽曲も収録。
今作はMaster Sound仕様、SACD/CDハイブリッド2層構造になっており、今作以降のスクエアのアルバムは、初回生産限定盤などの一部を除き全てSACD/CDハイブリッド仕様で発売。
本作を最後にT-SQUAREは2000年から4年間続けたユニット形態を終了。
次作からキーボードに河野啓三、ドラムに坂東慧を加え、バンド形態を復活する。

## 収録曲
1. DREAM WEAVER - 安藤まさひろ作曲
2. I'M IN YOU - 安藤まさひろ作曲
3. FUTURE MAZE - 河野啓三作曲
4. JUNGLE FEVER - 安藤まさひろ作曲
5. PEACEMAKER - 安藤まさひろ作曲
6. CAPE VERDE - 安藤まさひろ作曲
7. MOON - 河野啓三作曲
8. DON'T TELL ME A TRUTH - 安藤まさひろ作曲
9. MIRACLE CITY - 河野啓三作曲
10. IN A SWEET TRAP - 伊東たけし、河野啓三作曲

## ミュージシャン
- T-SQUARE
  - 安藤まさひろ -  Acoustic and Electric Guitars
  - 伊東たけし - Alto and Soprano Sax, EWI, Flute

- Guest Musicians
  - 則竹裕之 - Drums
  - 河野啓三 - Keyboards, Acoustic Piano
  - 森岡克司 - Bass
  - マイケル河合 - Percussion (Track-1,2,4,6,8)